# A Thousand to One
Pour plus de détails, voir Fiche technique et Distribution.
A Thousand to One est un film américain réalisé par Rowland V. Lee, sorti en 1920.

## Synopsis
Couvert de dettes, William Newlands suit avec regret les conseils de Jimmy Munroe, un ami peu scrupuleux, et se marie avec Beatrice, la riche fille d'un vieil ami. Lors de leur lune de miel, leur train déraille et Beatrice perd de vue son mari, mais sauve la vie de Steven Crawford, propriétaire d'une mine. Newlands est porté disparu, il serait mort brûlé lors de l'accident. Beatrice retourne avec Crawford dans sa cabane, où elle le soigne. Pendant ce temps, Newlands a en fait échappé à la mort et, plein de remords, décide de devenir un autre homme. Changeant d'apparence en portant une barbe, il trouve du travail dans la mine de Crawford mais choisit de rester en dehors de la vie de Beatrice. Il devient contremaître, réussit à ramener l'ordre parmi les mineurs en colère et découvre un filon de minerai, ce qui permet à Crawford d'éviter la ruine. Newlands est prêt à partir lorsque Beatrice le reconnaît et lui demande de donner une seconde chance à leur mariage. 

## Fiche technique
- Titre original : A Thousand to One
- Réalisation : Rowland V. Lee
- Scénario : Joseph F. Poland (en), d'après la nouvelle Fate's Honeymoon de Frederick Faust
- Direction artistique : Charles H. Kyson
- Montage : Ralph Dixon
- Production : J. Parker Read Jr.
- Société de production : J. Parker Read Jr. Productions
- Société de distribution : Associated Producers
- Pays de production :  États-Unis
- Langue originale : anglais
- Format : noir et blanc — 35 mm — 1,37:1 — Film muet
- Genre : drame
- Durée : 7 bobines
- Date de sortie : décembre 1920

## Distribution
- Hobart Bosworth : William Newlands
- Ethel Grey Terry : Beatrice Crittenden
- Charles West : Jimmy Munroe
- Landers Stevens : Steven Crawford
- J. Gordon Russell : Georgeson
- Fred Kohler : Donnelly